# Поштмейстер (фільм, 1940)
«Поштмейстер» (нім. Der Postmeister) — німецький фільм-драма 1940 року, поставлений режисером Густавом Учицкі за мотивами повісті О. С. Пушкіна «Станційний доглядач» з циклу «Повісті покійного Івана Петровича Бєлкіна» (1830). Фільм здобув Кубок Муссоліні як найкращий іноземний фільм на Венеційському кінофестивалі 1940 року.

## Сюжет
Дія фільму відбувається в російські глибинці середини XIX століття. На поштовій станції напівбожевільний поштмейстер (Генріх Ґеорге) говорить про свою зниклу доньку Дуню. Мандрівник Митя розповідає другу, який їде з ним у кареті, про долю дівчини. Батько, людина проста і добра, пристрасна і невгамовна, дуже її любить. Якось на поштовій станції з'явився кавалерійський офіцер Мінський; він спокусив дівчину і переконав батька відпустити її з ним до Санкт-Петербурга, куди вона мріяла потрапити. Але там він не одружується на ній, а привчає до розгульного життя й кидає. Проте Дуня вирішує все змінити. Вона пише батькові листі, і той, отримавши його, такий щасливий, що читає його вголос своїм коням.
Дуня живе у своєї подруги Єлизавети і працює з нею у кравецькому ательє. Митя стає її коханцем. Батько Дуні, стривожений натяками одного знайомого про життя, яке його донька вела в столиці, приїжджає в Санкт-Петербург. Мінський влаштовує фальшиве весілля і святковий бенкет. Цей прийом заспокоює батька Дуні, але позбавляє саму Дуню коханої людини, оскільки той ображений подібним маскарадом. Дуня стріляє собі в серце. Мінський вирушає до Севастополя в розпал Кримської війни; на той момент, коли Митя розповідає цю історію, він, можливо, вже мертвий.

## У ролях
| Генріх Ґеорге      | ···· | поштмейстер  |
| Хільде Краль       | ···· | Дуня         |
| Зігфрід Бройєр     | ···· | Мінський     |
| Ганс Гольт         | ···· | Митя         |
| Рут Гелльберг      | ···· | Єлизавета    |
| Марґіт Зімо        | ···· | Маша         |
| Ерік Фрай          | ···· | Сергій       |
| Франц Пфаудлер     | ···· | слуга Петро  |
| Альфред Нойгебауер | ···· | землевласник |

## Знімальна група
- Автор сценарію — Герхард Менцель (за повістю О. С. Пушкіна «Станційний доглядач»)
- Режисер-постановник — Густав Учицкі
- Продюсери — Карл Гартль, Еріх фон Нойссер
- Композитор — Віллі Шмідт-Гентнер
- Оператор — Ганс Шнеєбергер
- Монтаж — Рудольф Шаад
- Художник-постановник — Курт Герлт, Вернер Шліхтинг
- Художник по костюмах — Альфред Кунц
- Звук — Альфред Норкус

## Визнання
| Нагороди та номінації фільму «Поштмейстер» | Нагороди та номінації фільму «Поштмейстер» | Нагороди та номінації фільму «Поштмейстер»   | Нагороди та номінації фільму «Поштмейстер» | Нагороди та номінації фільму «Поштмейстер» | Нагороди та номінації фільму «Поштмейстер» |
| Рік                                        | Кінофестиваль/кінопремія                   | Категорія/нагорода                           | Номінант                                   | Результат                                  |                                            |
| ------------------------------------------ | ------------------------------------------ | -------------------------------------------- | ------------------------------------------ | ------------------------------------------ | ------------------------------------------ |
| 1940                                       | Венеційський кінофестиваль                 | Кубок Муссоліні за найкращий іноземний фільм | Поштмейстер                                | Перемога                                   |                                            |